# Заруддя (Красилівська міська громада)
Зару́ддя — село в Україні, у Красилівській міській громаді Хмельницького району Хмельницької області. Розташоване на правому березі річки Бужок, лівої притоки Південного Бугу. Населення становить 124 особи.

## Історія

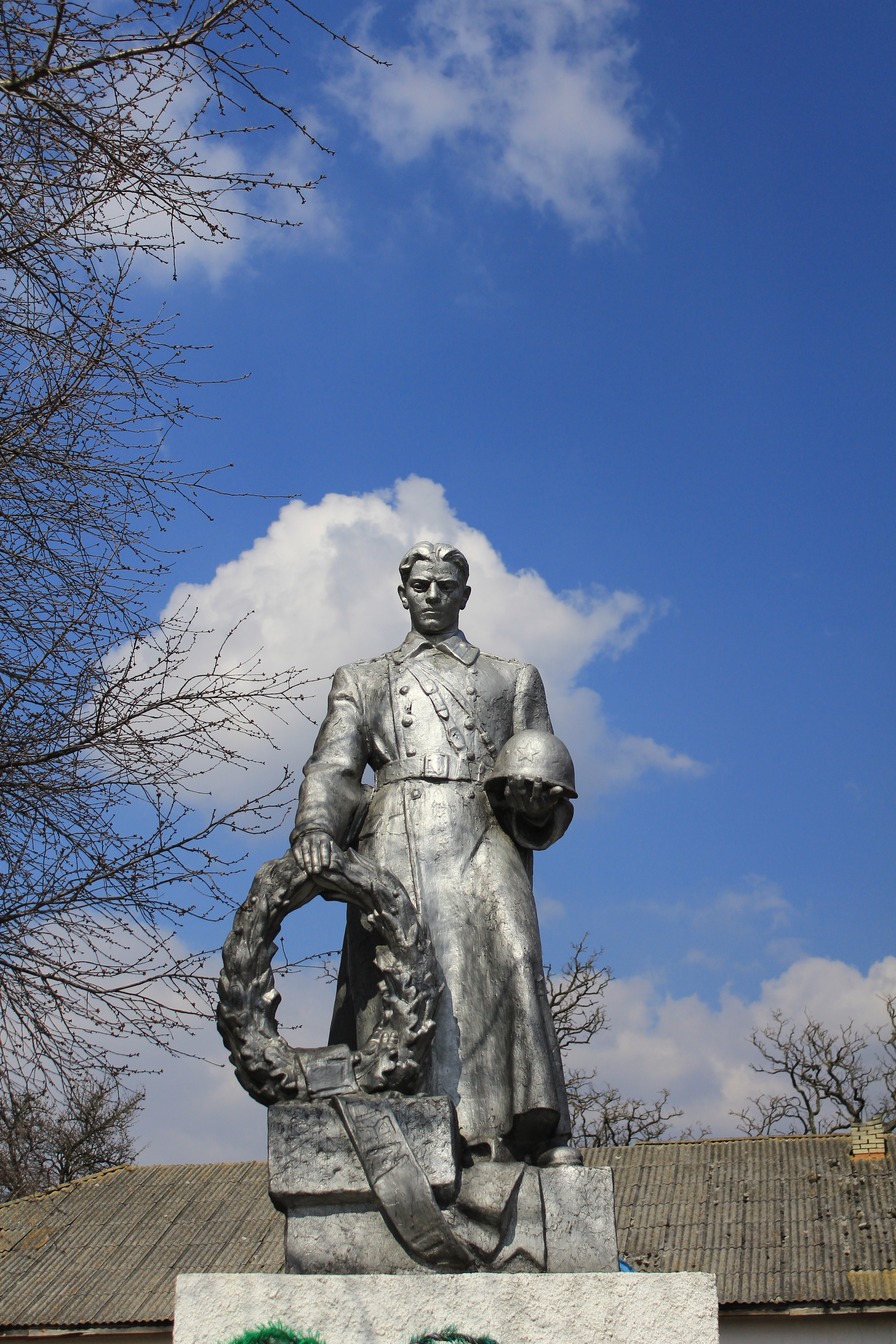
Пам'ятник воїнам визволителям

Територія села Заруддя з середини XII до середини XIV ст. входила спочатку до складу Галицького князівства, а потім — до Галицько-Волинської держави.
З середини XIV ст. ці землі підпорядковувалися Великому князівству Литовському, а з 1434 р. ввійшли до Подільського воєводства Польського королівства. У першій половині XV ст. вони відносились до Летичівського повіту даного воєводства, а в другій половині цього ж століття вже входили до Меджибізької волості (повіту).
З 1591 р. землі села Заруддя, залишаючись у складі Меджибізької волості, підпорядковуються Летичівському повіту. Згідно указу сенату від 1 травня 1795 р. в межах Подільської губернії було сформовано Проскурівську округу (повіт), до якої увійшло село.
У 1866 р. Заруддя ввійшло до новоствореної Ходьковецької волості. Остання була ліквідована наприкінці XIX ст. в зв'язку з укрупненням волостей. Заруддя переходить до Пашковецької волості Проскурівського повіту.
З 1923 р. село входить до Проскурівського району. На підставі постанови ВУЦВК від 25 грудня 1934 р. про ліквідацію Проскурівського району, Заруддя підпорядковувалось безпосередньо Проскурівській міській раді. Після виділення з території Проскурівської міської ради Проскурівського сільського району (указ Президії Верховної Ради УРСР від 28 червня 1939 р.), село увійшло до його складу. В роки німецької окупації землі входили до Проскурівського гебітскомісаріату. А з 13 липня 1946 р. Заруддя відносилось до Ружичнянського району (згідно указу Президії Верховної Ради УРСР центр Проскурівського району було перенесено до с. Ружична, а сам район перейменували в Ружичнянський). 30 грудня 1962 р. воно увійшло до Красилівського району, а у 2020 р. — до Хмельницького.
Колишній орган місцевого самоврядування — Митинецька сільська рада.

## Населення

### Мова
Розподіл населення за рідною мовою за даними перепису 2001 року:
| Мова       | Кількість | Відсоток |
| ---------- | --------- | -------- |
| українська | 119       | 95.97 %  |
| російська  | 5         | 4.03 %   |
| Усього     | 124       | 100 %    |

## Назва села
Назву села пов'язано з рудними угіддями (за рудою).

## Залізнична зупинка
Заруддя — зупинний пункт Жмеринської дирекції Південно-Західної залізниці, розміщений на дільниці Старокостянтинів I — Гречани між зупинним пунктом Западинці (відстань — 8 км) і роз'їздом Климашівка (3 км). Відстань до ст. Старокостянтинів I — 33 км, до ст. Гречани — 19 км. Розташований у Хмельницькому районі Хмельницької області, за 0,5 км на схід від однойменного села. Відкритий у 2000-их роках.

## Галерея

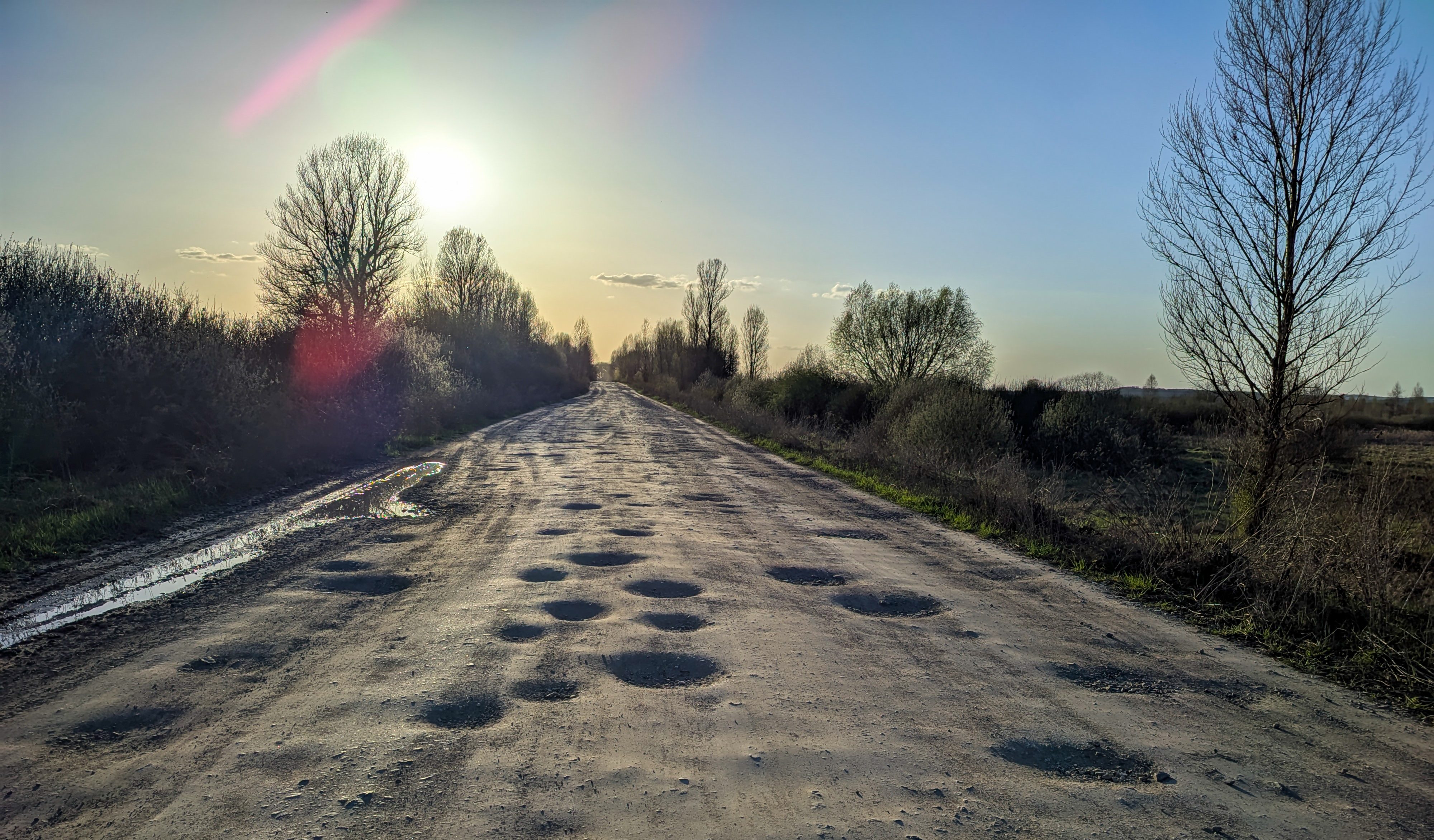
Дорога до села, яка перебуває у жахливому стані
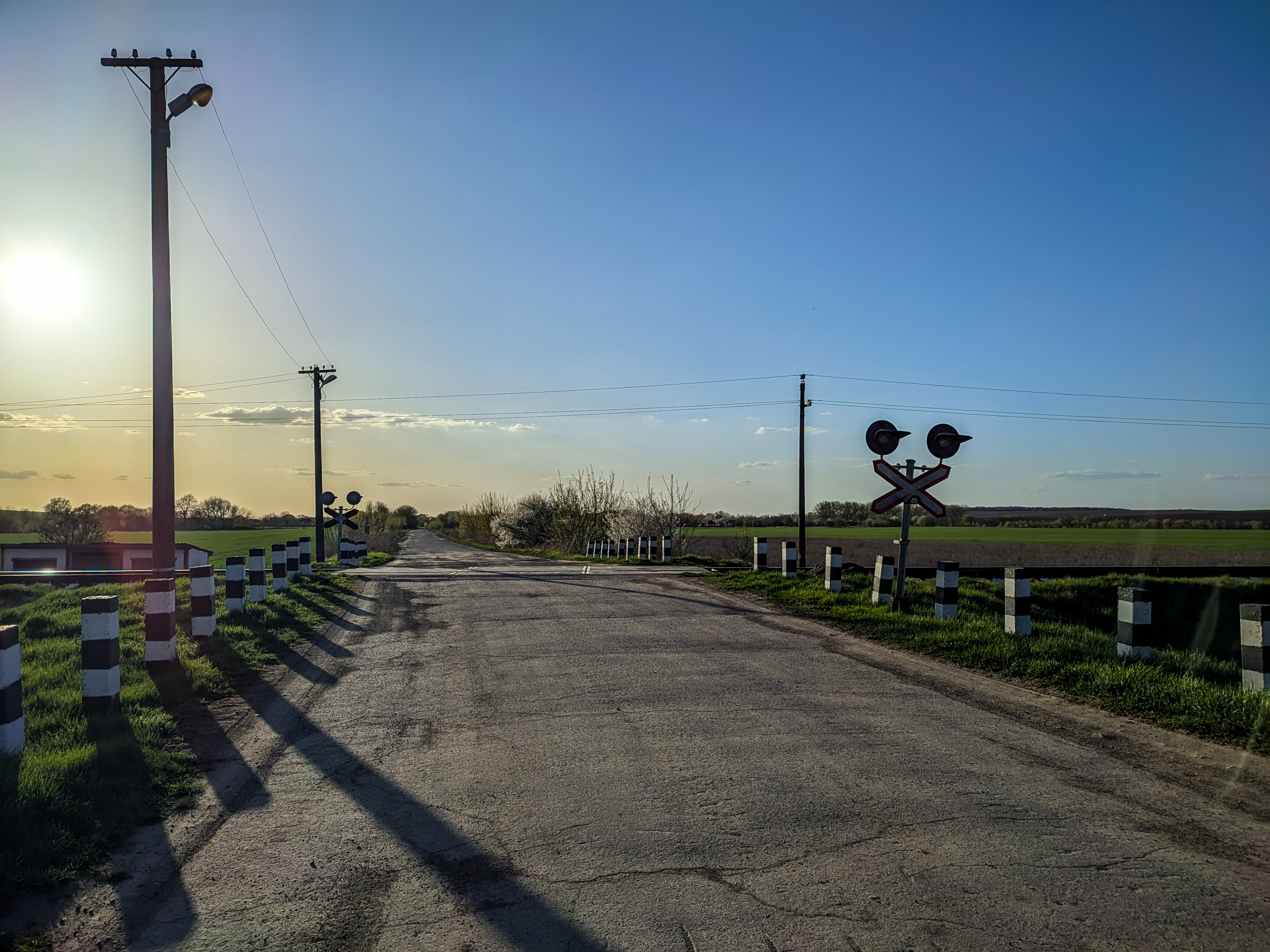
Залізничний переїзд поблизу села
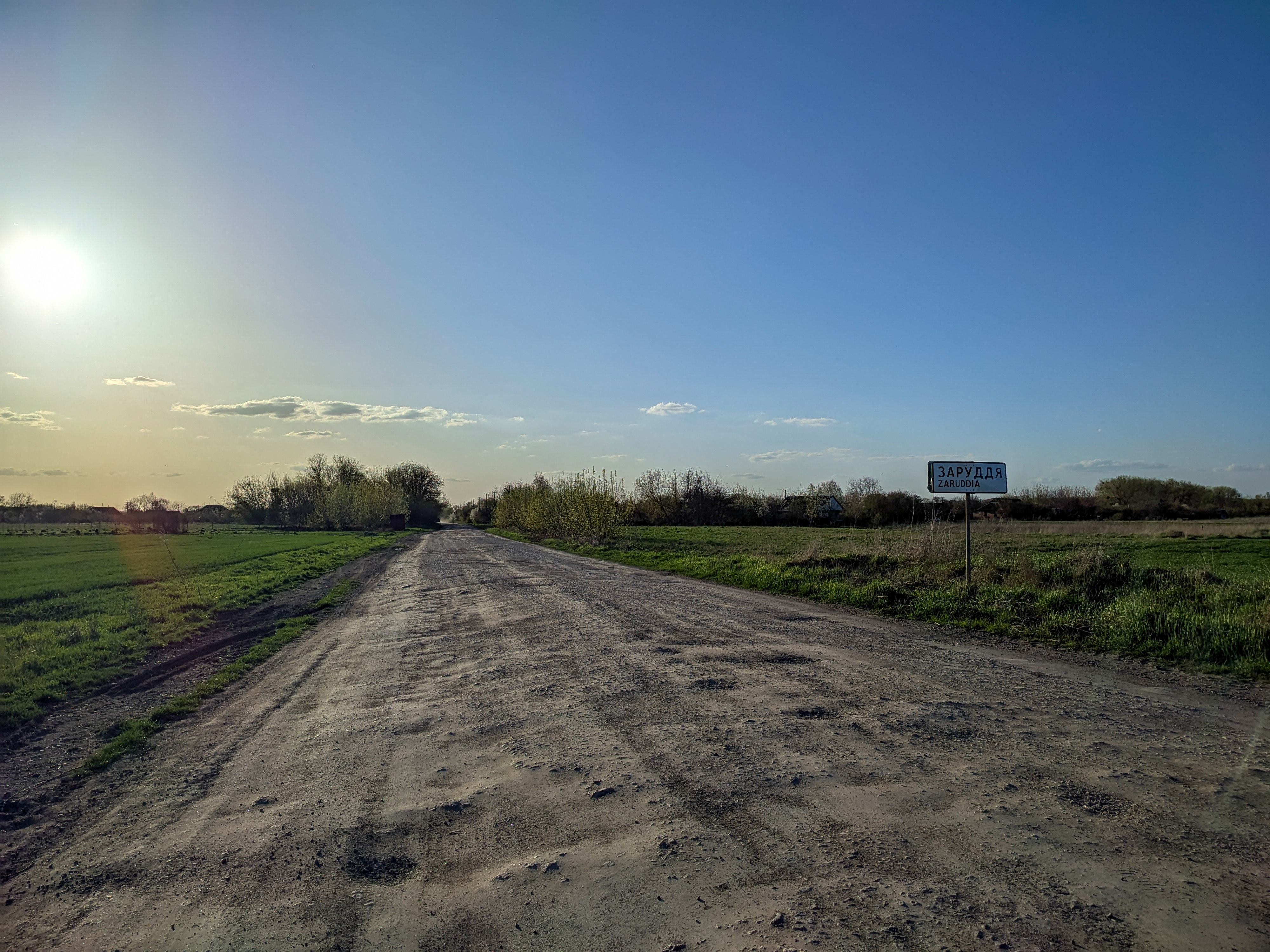
Придорожній знак
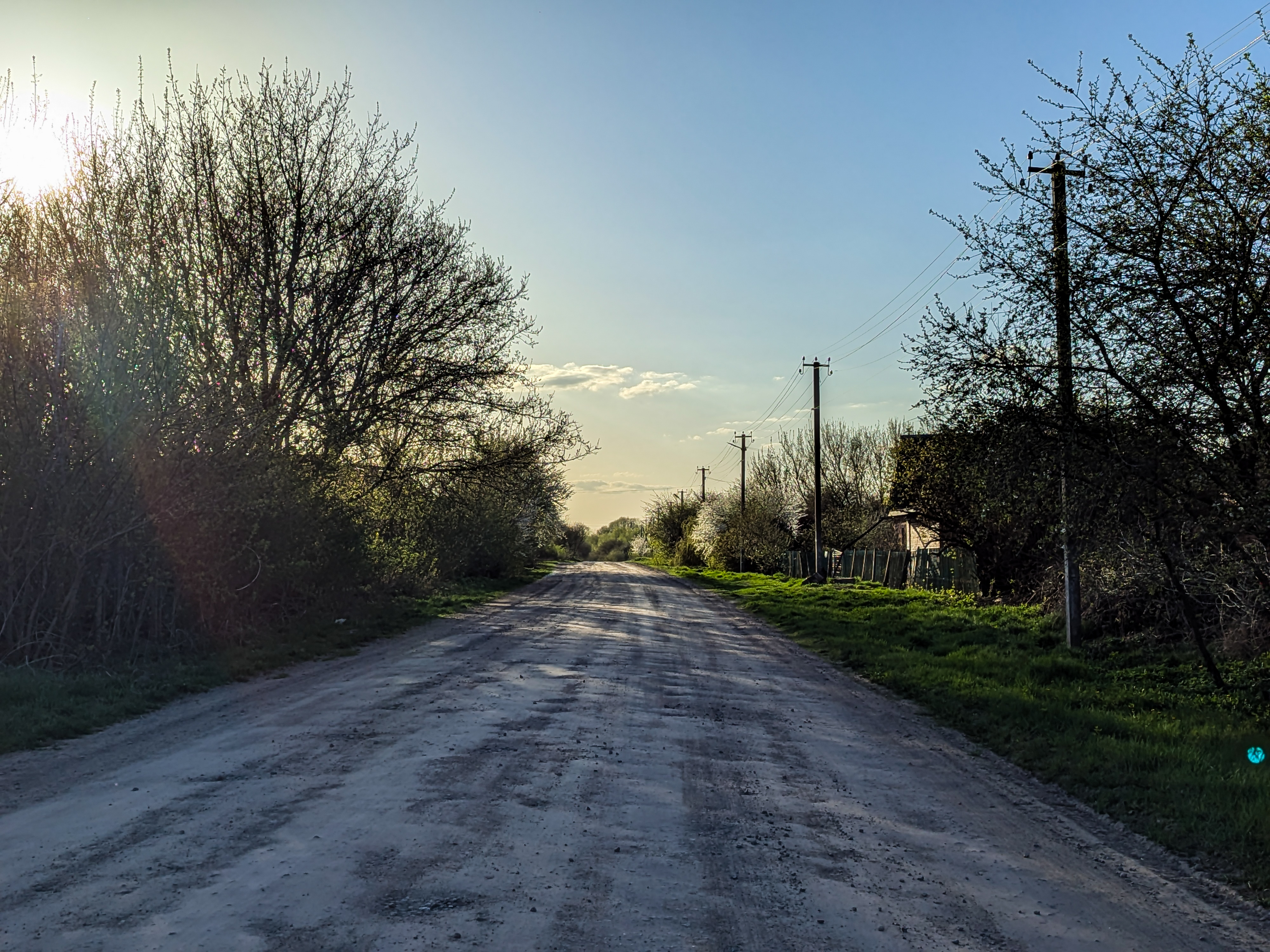
Вулиця Центральна
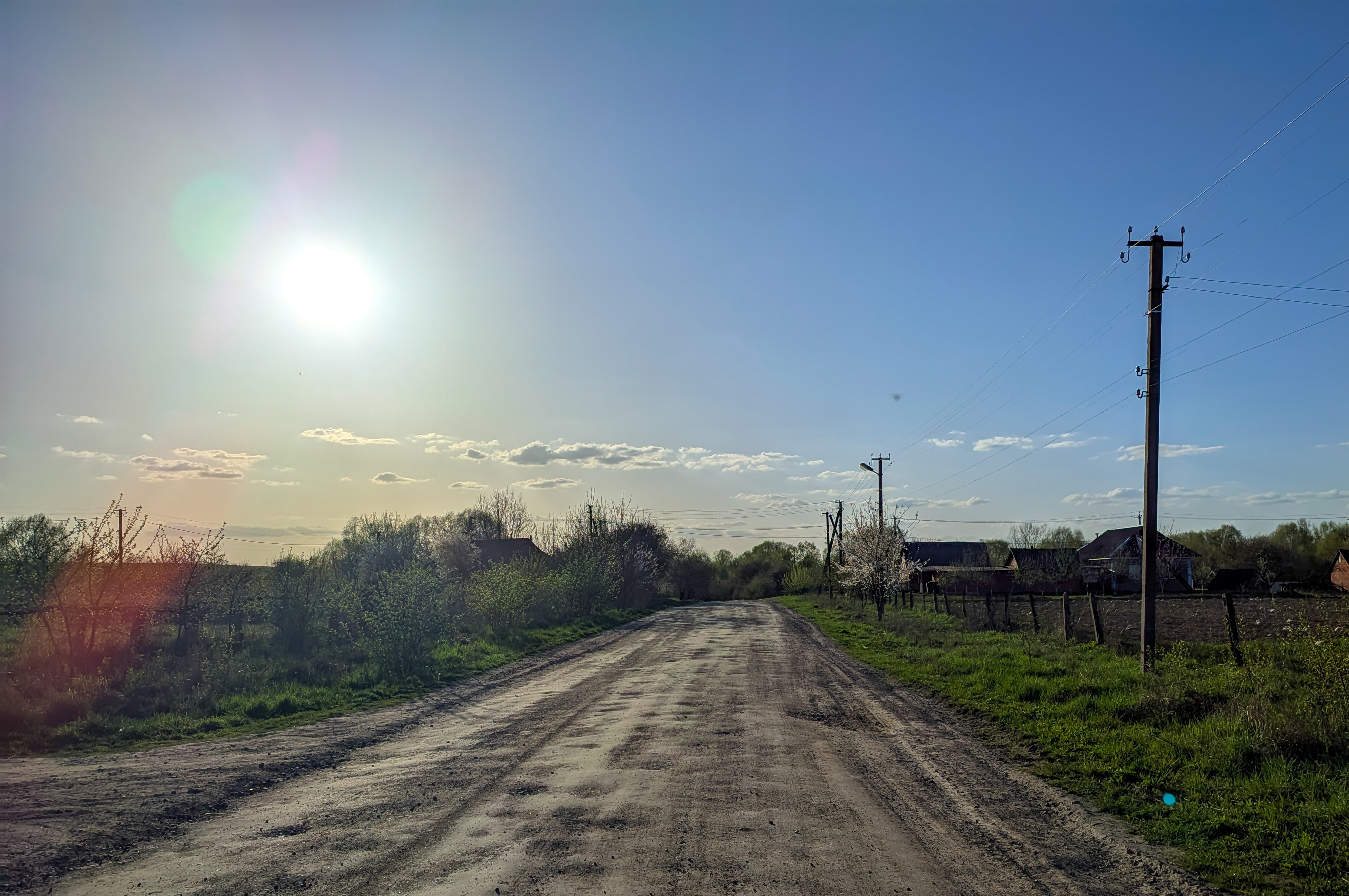
Вулиця Центральна
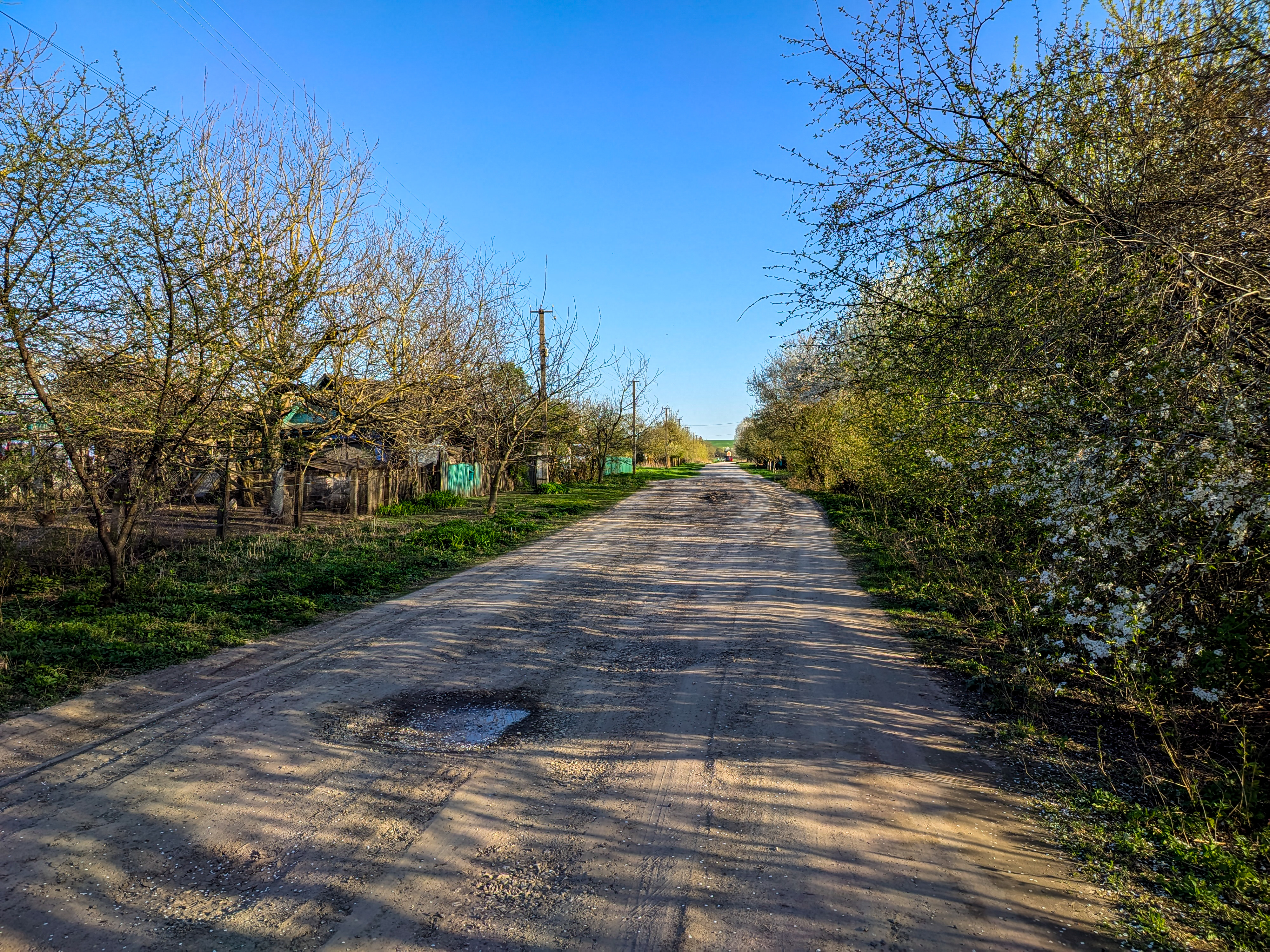
Вулиця Яблунева
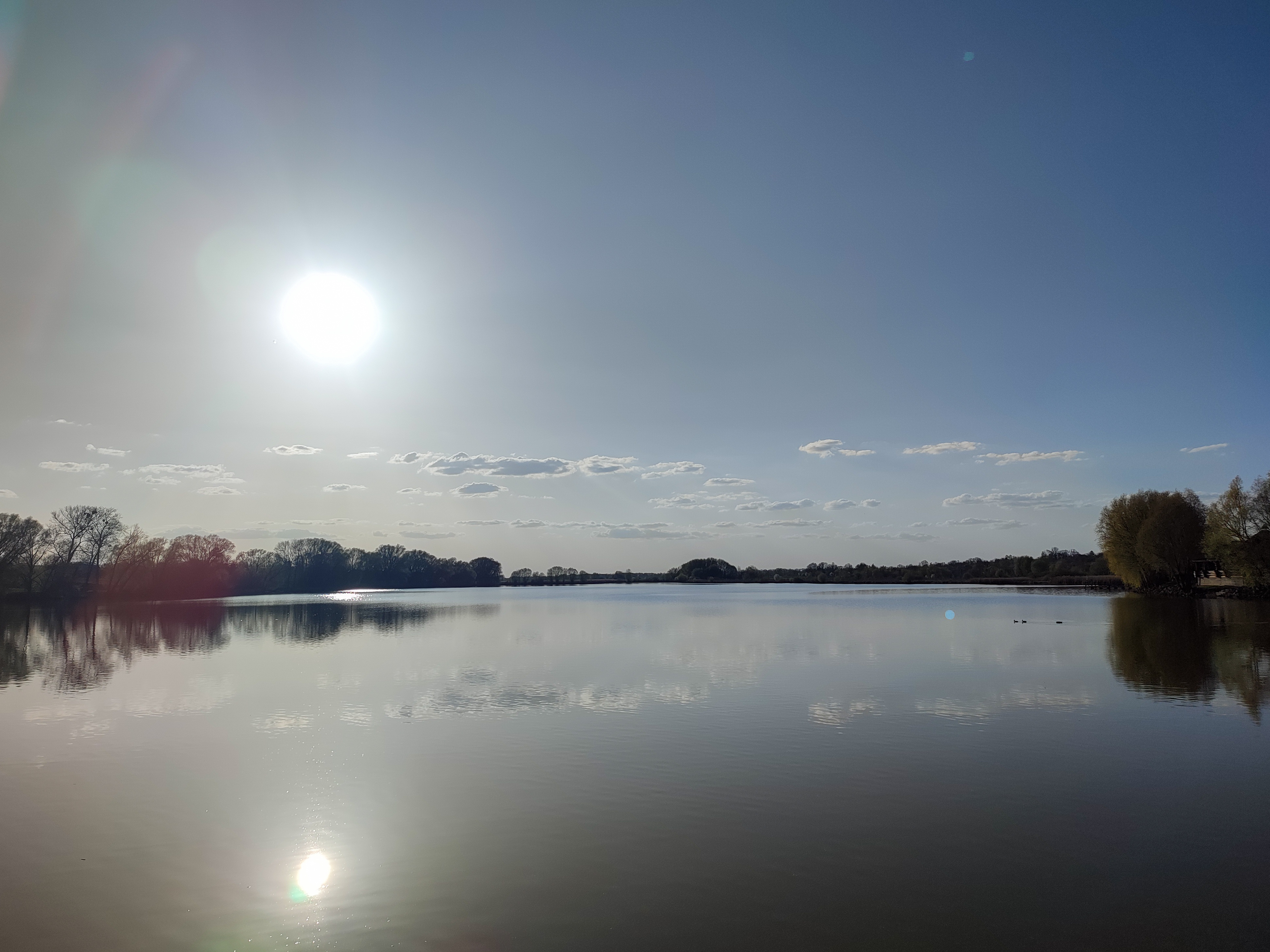
Озеро в селі
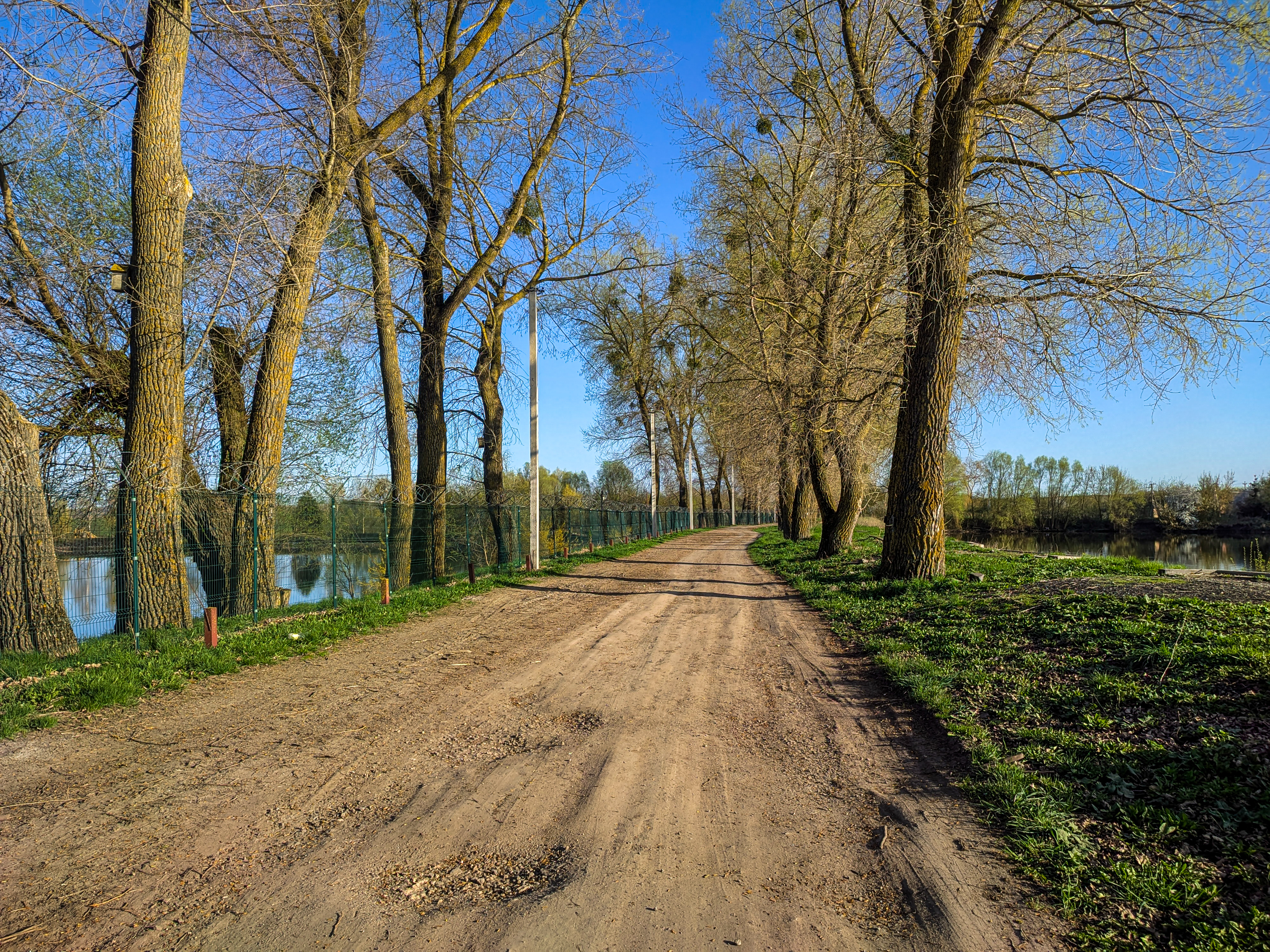
Вулиця поблизу ставка